# 小野瀬邦英
小野瀬 邦英（おのせ くにひで、1973年6月27日 - ）は、日本の男性キックボクサー。茨城県水戸市出身。
ガルーダ・テツとの抗争をきっかけにブレイク。日本キックボクシング連盟ライト級・ウェルター級の二階級でチャンピオンとなり、元BBTVスタジアム認定フェザー級王者ルーラウィー・サラウィティー（タイ）、元IMF世界ウェルター級王者チャイナロン・ゲオサムリット（タイ）、IWMジュニアウェルター級王者オーロノー・ポー・ムアンウボン（タイ）、ルンピニースタジアム認定ジュニアミドル級7位チョッチョーイ・チューチョークチャイ（タイ）、ラジャダムナンスタジアム認定ライト級王者マンコム・ギャットソムヴォン（タイ）、NJKFウェルター級王者・青葉繁（仙台青葉）らと激闘を展開した。
また、ユニークなキャラクターを活かして格闘技専門チャンネル『サムライ』でレギュラー番組を持つなど、リング外でも活躍。現在は、ジム「SQUARE-UP KICKBOXING道場」（東京都・葛西駅）の会長を務める。

## 人物
現役時代から「まんぼう鍼灸接骨院」を経営する、柔道整復師・鍼灸師・マッサージ師でもあった。

## 戦績
- プロキックボクシング：30戦23勝（19KO）6敗1分

ガルーダ・テツに５戦５勝。
1999年、ルーラウィーに3戦して2勝1敗。チャイナロン・ゲオサムリットと2度対戦し2回ともＫＯ勝ち。
2000年、青葉・松浦・大谷に勝ち、トップオブウェルターリーグで優勝。2000年9月、オーローノーと対戦、判定負け。
2001年2月、チョッチョーイ・チューチョークチャイとドロー。2001年6月、赤士馬カナエにＫＯ勝ち。2001年12月、中村篤史にＫＯ勝ち。
2002年6月、後輩の石毛慎也にＴＫＯ負け。2002年12月、引退試合でマンコム・ギャットソムグウォンに判定負け。

## 獲得タイトル
- 日本キックボクシング連盟ウェルター級王座
- 日本キックボクシング連盟ライト級王座